# Világörökségi javaslati lista
A javaslati lista az a leltár, amelyet a tagországok készítenek a világörökség részévé nyilvánítandó helyszínekről.
Az UNESCO ajánlása szerint az egyes országok ezt a listát az érdekeltek széles körének bevonásával készítik, beleértve a helyi és regionális önkormányzatokat, a létesítmény üzemeltetőit, helyi közösségeket és általában bármely érintettet.
A listát legalább egy évvel a jelölések benyújtása előtt be kell nyújtani a párizsi Világörökség Központnak, és tízévente felül kell vizsgálni. A listán fel kell tüntetni a javasolt helyszín nevét, földrajzi koordinátáit, tulajdonságainak rövid leírását és a kiemelt egyetemes értékké nyilvánítás indoklását.
Az egyes helyszíneket csak akkor lehet jelölni, ha már szerepelnek a tagország javaslati listáján.